# Battery Park City
Battery Park City je čtvrť na jihozápadním cípu Dolního Manhattanu v New York City. Pozemek, na kterém stojí, vznikl na břehu řeky Hudson pomocí 917 000 m³ horniny vyhloubené během stavby World Trade Center a některých dalších budov. Battery Park City má rozlohu 0,4 km².
Battery Park City vlastní a spravuje Úřad Battery Park City, veřejně prospěšná společnost vytvořená státem New York. Nadměrný příjem z této oblasti má být vložen do jiných obytných čtvrtí, zejména do chudého Bronxu a Harlemu.

## Geografie

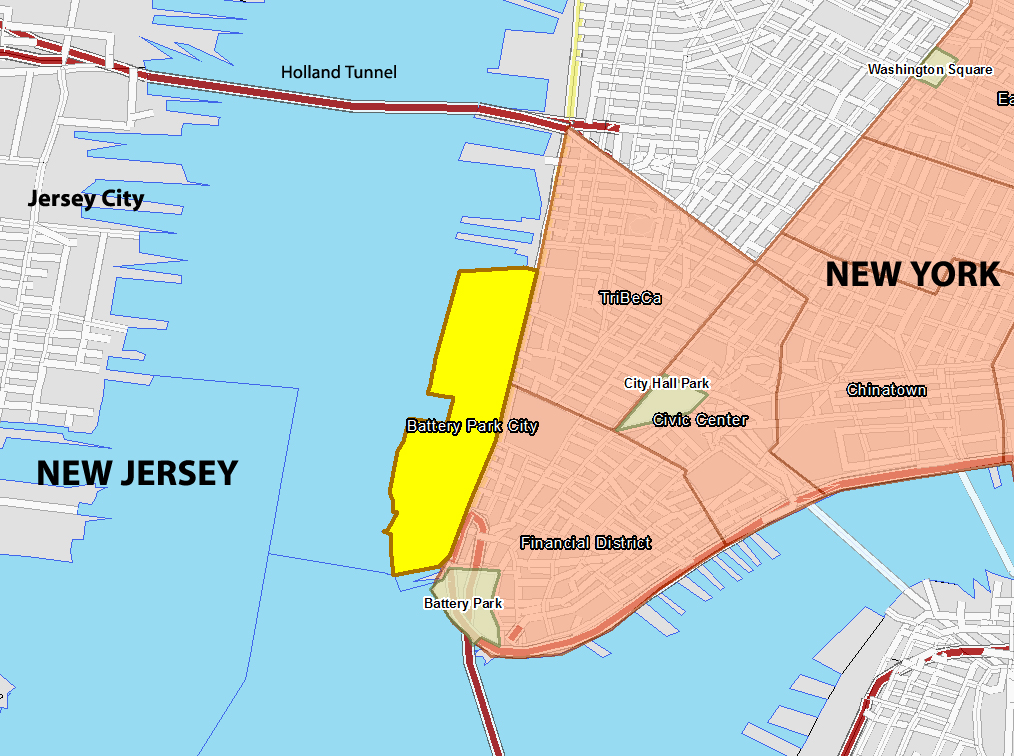
Umístění Battery Park City

Battery Park City je ohraničena West Street na východě, na západ, na sever a na jih je obklopena řekou Hudson.

## Demografie
V roce 2000 mělo 7951 osob bydliště v Battery Park City. Hustota obyvatelstva byla 15 855/km². Dnes žije v Battery Park City asi 10 000 lidí, z nichž má 54,0 % domácností příjem nad 100 000 dolarů.